# Abwrackaktion für Schiffe 1932 bis 1934
Die Abwrackaktion für Schiffe von 1932 bis 1934 im Deutschen Reich war ein Programm der Regierung Papen zur Verschrottung von Schiffen, zur Arbeitsbeschaffung und zum Abbau von Überkapazitäten während der Weltwirtschaftskrise.

## Hintergrund
Die deutsche Seeschifffahrt besaß damals vier Millionen BRT Schiffsraum, von der die Hälfte durch Überkapazitäten und durch den Zusammenbruch der Nachfrage in der Weltwirtschaftskrise nicht ausgelastet war. Mit der Verschrottung sollte ein Teil der Überkapazitäten abgebaut werden, um so den Kostendruck durch stillliegende Schiffe zu senken und den Absturz der Transportpreise zu stoppen, sowie den Werften zu ermöglichen, ihren Stamm angelernter Arbeiter zu erhalten.

## Durchführung
Für die Aktion wurden zwölf Millionen Reichsmark von der deutschen Reichsregierung bereitgestellt. Zur Durchführung wurde von Hapag und Blohm + Voss die Reederei-Treuhand GmbH (RTG) gegründet.
In Frage kamen nur Schiffe, die folgende Bedingungen erfüllten:
- Stapellauf vor 1913,
- mehr als 500 BRT,
- seit 1. Januar 1930 im Besitz der Reederei.

Das Programm lief bis zum Herbst 1934. Insgesamt wurden 111 Schiffe mit fast 404.000 BRT im Zuge des Programms abgebrochen.
Der Vorsitzende des Vereins deutscher Schiffswerften (VDS), William Scholz, sprach von „negativem Schiffbau“.

## Weitere Abwrackaktionen
siehe Abwrackaktion